# Opoboa bolivari
Opoboa bolivari är en fjärilsart som beskrevs av Napoleon Manuel Kheil 1909. Opoboa bolivari ingår i släktet Opoboa och familjen tofsspinnare. Inga underarter finns listade i Catalogue of Life.